# Koninkrijk Kroatië en Slavonië

Koninkrijk Kroatië en Slavonië als onderdeel van Hongarije binnen de Donaumonarchie (nummer 17).

Het koninkrijk Kroatië en Slavonië was van 1868 tot 1918 een land (koninkrijk) onder de Hongaarse Kroon, binnen Oostenrijk-Hongarije. Het land had een oppervlakte van 42.534 km² en 2.622.000 inwoners. De hoofdstad was Agram, de oude naam voor Zagreb.
Het koninkrijk Kroatië en Slavonië was niet exact hetzelfde gebied als het huidige Kroatië. Istrië en Dalmatië behoorden niet tot het koninkrijk maar tot Cisleithanië (Oostenrijk). Het waren vroeger aparte gebieden, maar toen deze gebieden onder Habsburgse heerschappij kwamen, werden deze min of meer samengevoegd en als één geheel bestuurd. In naam bleven het wel aparte vorstendommen. Met de Hongaars-Kroatische Ausgleich van 1868 werden Kroatië en Slavonië ook officieel tot één koninkrijk verenigd, dat deel uitmaakte van de Hongaarse rijkshelft van Oostenrijk-Hongarije. Anderzijds hoort het oostelijke deel van Syrmië, dat wel bij het koninkrijk hoorde, nu bij de Servische provincie Vojvodina.
In 1918 werd het koninkrijk onafhankelijk van Hongarije en trad het toe tot de Staat van Slovenen, Kroaten en Serven, die op 1 december 1918 opging in het Koninkrijk van Serven, Kroaten en Slovenen. In 1929 kreeg dat koninkrijk de naam Joegoslavië.
1867–1918

In de Rijksraad vertegenwoordigde koninkrijken en landen (Cisleithanië):
hertogdom Boekovina · koninkrijk Bohemen · koninkrijk Dalmatië · koninkrijk Galicië en Lodomerië · hertogdom Karinthië · hertogdom Krain · Küstenland (vorstelijk graafschap Görz en Gradisca, markgraafschap Istrië, vrije rijksstad Triëst) · markgraafschap Moravië · Neder-Oostenrijk · Opper-Oostenrijk · hertogdom Salzburg · Tsjechisch-Silezië · hertogdom Stiermarken · vorstelijk graafschap Tirol en land Vorarlberg

De landen van de Heilige Hongaarse Stefanskroon (Transleithanië):
Fiume met gebied · koninkrijk Hongarije · koninkrijk Kroatië en Slavonië . Militaire Grens (1867-1882)

Gemeenschappelijk bestuurd: condominium Bosnië en Herzegovina (1878-1918) . Novi Pazar met gebied (1878-1908) . Karpatische passengebied (1918) . bezette zone Tianjin (1901-1917)
Voor of in 1867 opgeheven

koninkrijk Illyrië (tot 1850) · vojvodschap Servië en Temesbanaat (tot 1860) · Koninkrijk Lombardije-Venetië (tot 1866) · grootvorstendom Zevenburgen (tot 1867)